# جمال فوزي
جمال فوزي  (8 ماي 1966 المغرب) هو لاعب كرة قدم مغربي.

## روابط خارجية
- جمال فوزي على موقع قاعدة بيانات كرة القدم.إي يو (الإنجليزية)